# Каурец (село)
 Каурец  — деревня Наровчатского района Пензенской области. Входит в состав Виляйского сельсовета.

## География
Находится в северо-западной части Пензенской области на расстоянии приблизительно 17 км на юго-запад от районного центра села Наровчат .

## История
Основана в составе Нижнеломовского уезда в 1675-78 годах солдатами Московского выборного полка из Конной и Пешей слобод Нижнего Ломова. Названа по местной речке, левому притоку Мокши. В 1697 году имелась церковь во имя Михаила Архангела. В 1710 году показана как два села: Большой Каурец — 59 и Верх-Большой-Каурец — 48 дворов. В 1717 году село подверглось нападению ногайцев, часть жителей уведена в полон. В 1719 году показано около 45 ревизских душ солдат, имелась Архангельская церковь. В 1719 году показано солдатское село Большой Каурец, не менее 14 дворов. В 1864 году в селе церковь, школа, в 1877 году 148 дворов, церковь. В 1896 году 182 двора, церковь, церковноприходская школа. В 1930 году 210 хозяйств. В 1955 году центральная усадьба колхоза имени Кирова. В 2004 году-29 хозяйств.

## Население
Численность населения: 613 человек (1710), 333 (1781), 833 (1864), 1002 (1877), 1269 (1896), 1019 (1926), 443 (1937), 365 (1959), 211 (1979), 74 (1989), 61 (1996). Население составляло 39 человек (русские 100 %) в 2002 году, 9 в 2010.